# Get on Your Boots
«Get On Your Boots» (с англ. — «Надень свои сапожки») — первый и ведущий сингл ирландской рок-группы U2 с альбома No Line on the Horizon . Песня была доступна для скачивания с 23 января 2009 года и приблизительно через месяц сингл был издан на цифровом носителе.

## Написание и запись
Первоначально известная как «Four Letter Word», а затем как «Sexy Boots», «Get On Your Boots» возникла как демо, которое гитарист Эдж записал в своем доме на программном обеспечении GarageBand. Песня прошла много повторений, пересмотров, и в какой-то момент основной гитарный рифф был убран ведущим продюсером Стивом Лиллиуайтом. В документальном фильме «Приготовьтесь, будет громко» Эдж работает с гитарными риффами, экспериментируя со звуками и эффектами.
«Get On Your Boots» была одной из нескольких песен, записанных с помощью фаната за пределами дома Боно во время сессий No Line On The Horizon. Клип был впоследствии загружены на YouTube, но удален по просьбе Universal Music.
Эта песня повествует о Боно, отдыхающем с его семьей во Францию и наблюдающем военные самолеты, пролетающие над ними в начале войны в Ираке, часть текста написана от лица человека, пишущего письмо своей первой любви. Строчка «let me in the sound» была придумана сравнительно поздно, в звукозаписи. Он также использовался в первом разделе «Fez — Being Born». «Get On Your Boots» была одной из трех песен, которые группа рассматривает в качестве заглавной песни альбома, наряду с «Fez — Being Born» и «No Line On The Horizon» В конечном итоге была выбрана «No Line On The Horizon».

## Композиция
В темпе 150 ударов в минуту, «Get On Your Boots» является одной из самых быстрых песен группы. Она была описана журналом Q, как «безумный электро-гранж, использующий прото-рок-н-ролльный рифф, но продвигаемый в будущем, прежде, чем внезапно повернуть в середине в сторону хип-хопа». Hot Press описал песню, как «[…] самое современное, интенсивное использование электро-гранжа с мощным басом Адама Клейтона на первом плане, который смешивает влияния хип-хопа с оттенками The Rolling Stones, Queen, Боба Дилана и The Beatles»

## Музыкальный клип
Режиссёром клипа на композицию «Get On Your Boots» стал Алекс Куртес, ранее работавший с другими клипами U2, «Vertigo» и «City of Blinding Lights», которые получили престижную музыкальную премию «Грэмми».
Видео показывает выступление коллектива на фоне нескольких коллажей. На которых изображены профили женщин, военных и астрономических объектах.

## Список композиций
| №  | Название                   | Длительность |
| -- | -------------------------- | ------------ |
| 1. | «Get On Your Boots»        | 3:24         |
| 2. | «No Line on the Horizon 2» | 4:05         |

| №  | Название                    | Длительность |
| -- | --------------------------- | ------------ |
| 1. | «Get On Your Boots»         | 3:24         |
| 2. | «No Line on the Horizon 2»  | 4:05         |
| 3. | «Get On Your Boots» (video) |              |

## Чарты
| Чарт (2009)                      | Наивысшая позиция |
| -------------------------------- | ----------------- |
| Australian ARIA Chart            | 26                |
| Austrian Singles Chart           | 11                |
| Belgian Singles Chart (Flanders) | 14                |
| Belgian Singles Chart (Wallonia) | 13                |
| Canadian Hot 100                 | 3                 |
| Dutch MegaCharts                 | 5                 |
| French Singles Chart             | 6                 |
| German Singles Chart             | 19                |
| Irish Singles Chart              | 1                 |
| Italian Singles Chart            | 4                 |
| Japan Hot 100 Singles            | 2                 |
| New Zealand Singles Chart        | 20                |

| Чарт (2009)                               | Наивысшая позиция |
| ----------------------------------------- | ----------------- |
| Norwegian Singles Chart                   | 5                 |
| Spanish Singles Chart                     | 20                |
| Swedish Singles Chart                     | 8                 |
| Swiss Singles Chart                       | 65                |
| UK Singles Chart                          | 12                |
| European Hot 100                          | 6                 |
| U.S. Billboard Hot 100                    | 37                |
| U.S. Billboard Hot Mainstream Rock Tracks | 26                |
| U.S. Billboard Hot Modern Rock Tracks     | 5                 |
| U.S. Billboard Pop 100                    | 40                |
| U.S. Billboard Triple A Tracks            | 1                 |
| U.S. Billboard Hot Digital Songs          | 21                |